# Antylopowce
Antylopowce (Hippotragini) – plemię ssaków z podrodziny antylop (Antilopinae) w obrębie rodziny wołowatych (Bovidae). 

## Rozmieszczenie geograficzne
Plemię obejmuje gatunki występujące w Afryce (wyjątkiem jest występujący na Bliskim Wschodzie oryks arabski). 

## Charakterystyka
Antylopowce charakteryzują się dużymi rozmiarami, długimi rogami występującymi u przedstawicieli obydwu płci oraz długim ogonem. U samic występują dwie pary sutków.

### Podział systematyczny
Do plemienia należą następujące występujące współcześnie rodzaje:
- Hippotragus Sundevall, 1845 – antylopowiec
- Addax Laurillard, 1841 – adaks – jedynym przedstawicielem jest Addax nasomaculatus (de Blainville, 1816) – adaks pustynny
- Oryx de Blainville, 1816 – oryks

Opisano również rodzaje wymarłe:
- Saheloryx Geraads, Blondel, Likius, Mackaye, Vignaud & Brunet, 2008[16] – jedynym przedstawicielem był Saheloryx solidus Geraads, Blondel, Likius, Mackaye, Vignaud & Brunet, 2008
- Tchadotragus Geraads, Blondel, Likius, Mackaye, Vignaud & Brunet, 2008[17]
- Wellsiana Vrba, 1987[18] – jedynym przedstawicielem był Wellsiana torticornuta Vrba, 1987